# Données de composition
En statistiques, les données de composition, ou données compositionnelles, sont des données relatives décrivant des parties d'un ensemble, sous forme de pourcentage ou de proportions. Mathématiquement, les données compositionnelles appartiennent au simplexe.

## Espace des données de composition
En 1982, John Aitchison définit les données compositionnelles comme étant des proportions d'un ensemble. En particulier, une composition peut être représentée par un vecteur à composantes positives, dont la somme vaut le plus souvent 1. 
L'espace des données de composition est un simplexe:
{\displaystyle {\mathcal {S}}^{D}=\left\{\mathbf {x} =[x_{1},x_{2},\dots ,x_{D}]\in \mathbb {R} ^{D}\,\left|\,x_{i}>0,i=1,2,\dots ,D;\sum _{i=1}^{D}x_{i}=\kappa \right.\right\},\ }
où D est le nombre de parts (ou de composants). Puisque la seule information est le ratio entre les composants, l'information d'une composition est préservée par la multiplication par une constante positive. Ainsi, le simplexe peut toujours être considéré comme étant un simplexe standard, avec {\displaystyle \kappa =1}.